# Чепляна
Чепляна — река в России, течёт по территории Прилузского района и Койгородского района Республики Коми. Устье реки находится в 30 км по правому берегу реки Тыбъю. Длина реки составляет 20 км. На левом берегу у устья — развалины, несколько выше — автомобильный мост грунтовой дороги от села Зимовка.

## Данные водного реестра
По данным государственного водного реестра России относится к Двинско-Печорскому бассейновому округу, водохозяйственный участок реки — Вычегда от истока до города Сыктывкар, речной подбассейн реки — Вычегда. Речной бассейн реки — Северная Двина.
Код объекта в государственном водном реестре — 03020200112103000019256.